# Даніель Ейд
Даніель Фрітц Ейд (норв. Daniel Fritz Eid, нар. 14 жовтня 1998, Ульстейнвік, Норвегія) — норвезький футболіст, захисник клубу «Фредрікстад».

## Ігрова кар'єра
Даніель Ейд є вихованцем футбольної школи клубу «Годд», де на той момент працював його батько - колишній футболіст цього клубу Сіндре Ейд. Даніель кілька сезонів провів, граючи в основі «Годда» у Третьому дивізіоні чемпіонату Норвегії.
Сезон 2020 року футболіст розпочав у клубу Другого дивізіону «Согндал». В тому ж сезоні захисник був номінований на приз „Прорив року“ у Другому дивізіоні. Протягом 2021 року зпцікавленість у послугах норвезького гравця виявляв ряд шведських клубів, серед яких був і столичний «Юргорден».
В результаті всіх перемовин у січні 2022 року Даніель Ед підписав контракт до грудня 2025 року з клубом вищого дивізіону Швеції «Норрчепінг».
В липні 2024 року Ейд повернувся до Норвегії, де приєднався до клубу «Фредрікстад», з яким підписав трирічний контракт.

## Титули
Фредрікстад
 Переможець Кубка Норвегії: 2024